# Sint-Gorik en Sint-Magdalenakerk

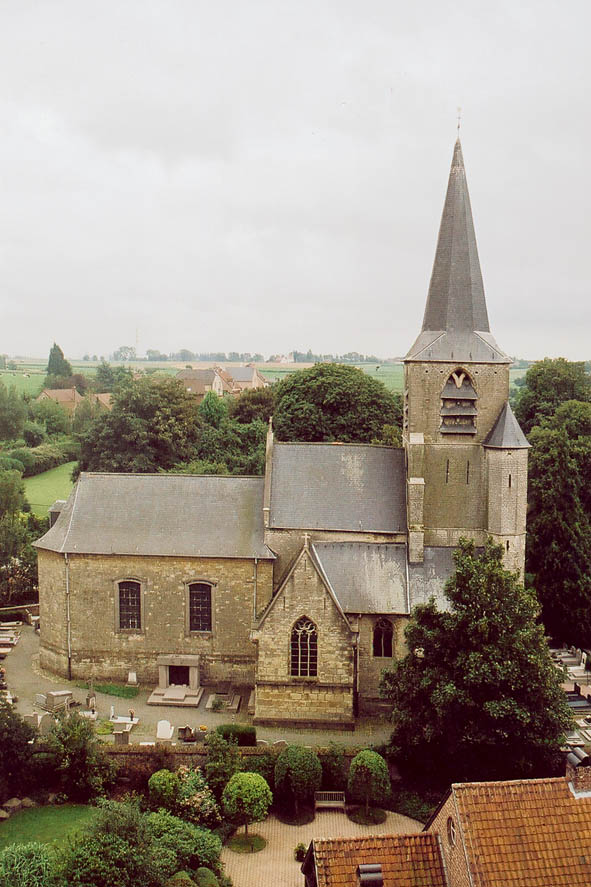
Sint-Gorik en Sint-Magdalenakerk

De Sint-Gorik en Sint-Magdalenakerk is de parochiekerk van de tot de Vlaams-Brabantse gemeente Asse behorende plaats Kobbegem, gelegen aan de Lierput 7.

## Geschiedenis
Kobbegem had vroeger twee bedehuizen: een aan Sint-Gorik gewijde kerk in de nabijheid van Hoeve Torenhof, en een aan Sint-Magdalena gewijde kapel op de plaats van de huidige kerk. De Sint-Gorikskerk was omstreeks 800 ontstaan als hofkerk terwijl het gebied noordelijk daarvan onder invloed kwam van de Abdij van Affligem die vanaf 1100 ontginningen doorvoerde en die er, mogelijk in 1356, de Magdalenakapel bouwde ten behoeve van de nieuwe woonkern die zich er ontwikkelde. Pas in de 16e eeuw werd de Magdalenakapel tot parochiekerk. Het patronaatsrecht was in bezit van de Sint-Baafsabdij te Gent. De Sint-Gorikskerk werd tijdens de godsdiensttwisten (eind 16e eeuw) verwoest.
De middenbeuk van de huidige kerk stamt van de Sint-Magdalenakapel en de westtoren, in laatgotische stijl, is 16e-eeuws. Begin 17e eeuw werden zijbeuken toegevoegd en in 1647 werd de -ooit voorgebouwde- toren ingebouwd. De ingang kreeg een barokomlijsting en in 1645 werd een transept toegevoegd. In 1649 werd de kerk overkluisd met een kruisribgewelf waartoe voordien een houten plafond diende. In de 2e helft van de 18e eeuw werd een koor toegevoegd.
In de 19e en 20e eeuw vonden meerdere herstelwerkzaamheden plaats.

## Gebouw
De ingebouwde westtoren heeft drie geledingen en wordt geflankeerd door een achtkante traptoren. De kerk is gebouwd in diverse soorten kalkzandsteen al naargelang de bouwperiode. De transeptarmen zijn onderling enigszins verschillend. Het koor is classicistisch en heeft segmentboogvensters.
De kerk wordt omringd door een kerkhof.

## Interieur
Uit de tweede helft van de 17e eeuw is het altaarstuk Kruisafname. Er is een 18e-eeuws gepolychromeerd beeld van Sint-Gorik. Het hoofdaltaar van 1649 is in barokstijl en wordt geflankeerd door 18e-eeuwse beelden van de patroonheiligen. De zijaltaren zijn toegewijd aan respectievelijk Onze-Lieve-Vrouw en Sint-Gorik. Deze zandstenen  altaren zijn omstreeks 1300 en werden bij restauratiewerk in 1912 ontdekt. De koorlambrisering is van 1789 en er is een biechtstoel van 1737. Het orgel, vervaardigd door Pierre-Jean De Volder, werd vermoedelijk geplaatst in 1815.
Er zijn enkele 17e- en 18e-eeuwse grafstenen.